# 西原孝至
西原 孝至（にしはら たかし、1983年 - ）は、富山県出身の映画監督、テレビディレクター。

## 経歴
1983年、富山県生まれ。富山県立呉羽高等学校卒業。2003年に早稲田大学川口芸術学校に第１期生として入学、映像制作を学ぶ。早稲田大学大学院国際情報通信研究科中退。映画美学校ドキュメンタリー高等科修了。
TVドキュメンタリーの演出を経て、 映画制作を開始。『Starting Over』（2014）は東京国際映画祭をはじめ、国内外10箇所以上の映画祭に正式出品され高い評価を得る。
近年はドキュメンタリー映画を続けて制作。『わたしの自由について～SEALDs 2015～』は北米最大の国際ドキュメンタリー映画祭 HotDocsにて上映。毎日映画コンクールドキュメンタリー部門ノミネート。2022年製作の『百年と希望』はロッテルダム国際映画祭、DMZ国際ドキュメンタリー映画祭に正式出品された。

## 作品

### 映画
- Starting Over（2014年、兼脚本・編集・製作）
- わたしの自由について〜SEALDs 2015〜（2016年、兼撮影・編集・製作）[4][5][6][7]
- もうろうをいきる（2017年）[8]
- シスターフッド（2019年）
- 百年と希望（2022年）[9]

### TVドキュメンタリー
- NONFIX（CX）
- 情熱大陸（MBS）
- no art, no life（NHK）

### テレビドラマ
- KBOYS（テレビ放送…ABCテレビ、インターネット配信…GYAO!）
- ランウェイ24（テレビ放送…ABCテレビ、インターネット配信）